# Wilhelm von König

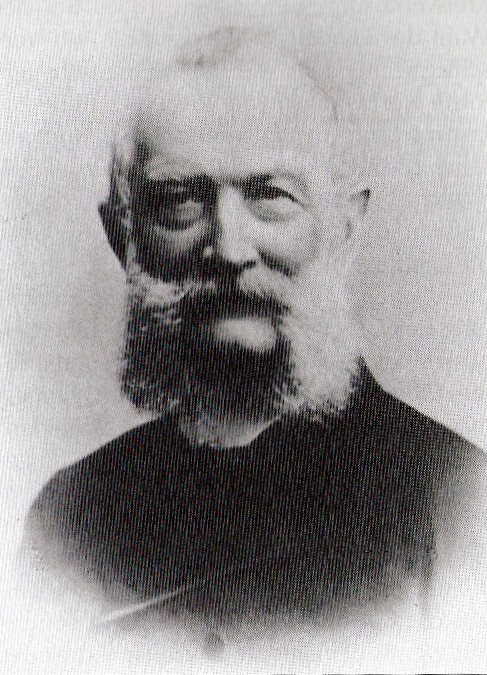
Wilhelm von König

Wilhelm Traugott Friedrich Anton Franz von König (* 16. April 1833 in Ratibor; † 6. September 1904 in Daun) war preußischer Politiker und Landrat des Obertaunuskreises.

## Ausbildung und Leben
Wilhelm von König studierte Rechtswissenschaften in Bonn und schlug eine Beamtenlaufbahn ein. Nach einer Tätigkeit als Auskulator ab 1855 und als Regierungsrefendar beim Stadtgericht Breslau legte er 1861 die große Staatsprüfung ab und wurde Regierungsassessor. Er arbeitete bei der Regierung Oppeln und ab 1867 dem Landratsamt Lublinitz.

## Landrat
Am 7. Mai 1868 wurde Wilhelm von König durch das preußische Innenministerium zum Landrat des Obertaunuskreises berufen. Er wurde Nachfolger von Constantin von Briesen. 
Wilhelm von König schied im Jahr 1876 als Landrat aus. Sein Nachfolger war auch sein Vorgänger: Constantin von Briesen.

## Abgeordneter
1875 wurde von König in den Nassauischen Kommunallandtag als Vertreter der Großgrundbesitzer gewählt. Dort war er Mitglied des Finanzausschusses und stellvertretender Vorsitzender des Kommunallandtags und des Verwaltungsausschusses bis zu seinem Ausscheiden 1876.

## Polizeipräsident
Von seinem Ausscheiden als Landrat bis zu seinem Ruhestand 1898 war von König Polizeipräsident in Köln.

## Familie
Wilhelm von König war der Sohn des preußischen Oberstleutnants Wilhelm Traugott von König (13. Februar 1789 in Lobendorf, † 25. August 1855 in Ratibor) und seiner Frau Rosine Anna Albertine (genannt Berta), geborene Forni (3. August 1794 in Leobschütz, † 1. Mai 1847 in Ratibor), die er am 23. März 1832 in Gläsen (Landkreis Leobschütz) geheiratet hatte. Die Nobilitierung der Familie fand eine Generation früher statt, als Wilhelm von Königs Großvater väterlicherseits, Peter König, Herr auf Lobendorf und Tornitz am 7. August 1790 in den Adelsstand versetzt wurde.
Wilhelm von König heiratete am 15. September 1863 in Oppeln seine Frau Gertrud (Leopoldine Henriette Auguste Karoline Ernestine Luise) geborene von Jeetze (7. August 1844 – 23. August 1933). Wilhelm von König war evangelisch.